# جشنة بلايث
جشنة بلايث (الاسم العلمي: Anthus godlewskii) (بالإنجليزية: Blyth's Pipit)‏ هو طائر صغير من الجواثم ينتمي لفصيلة التمرة وأم عجلان.